# Монастирищенський машинобудівний завод
ПАТ «Монастирищенський машинобудівний завод» — підприємство машинобудівної промисловості, розташоване в місті Монастирище Черкаської області, зайняте в галузі виробництва парових котлів та систем опалення.

## Історія
Підприємство засновано у 1898 році. 
Після Другої світової війни на місці зруйнованого цукрового заводу споруджено виробничі корпуси для машинобудівного заводу.
З 1955 року підприємство розпочало випуск устаткування для підприємств цукрової промисловості та автоцистерн. З 1957 року спеціалізується на виробництві парових котлів та водонагрівачів, транспортабельних котельних установок і водопідготовчого обладнання. У роки семирічки (1959—1965) завод значно збільшив обсяги випуску продукції (з 660 тис. карбованців в 1959 році до 3,71 млн карбованців у 1965 році. По завершенні семирічки у 1965 році 230 працівників заводу отримали персональне звання ударників комуністичної праці.
У 1970 році чисельність працівників заводу становила 694 особи, загальна вартість випущеної продукції — 8,9 млн карбованців. У 1971 році підприємство випустило 1 160 котлів.
У 1977 році заводу було присвоєно звання «імені 60-річчя Жовтня», 12 березня 1981 року його було нагороджено орденом Трудового Червоного Прапора.
В цілому, за радянських часів «Монастирищенський ордена Трудового Червоного Прапора машинобудівний завод імені 60-річчя Жовтня» входив до числа провідних підприємств Монастирища.
Після проголошення незалежності України у 1991 році державне підприємство реорганізовано у відкрите акціонерне товариство та перейменовано на концерн «ТЕКОМ». У 2002 році завод перейшов у власність промислової групи «Генерація». З часом змінював назви: 2005 році — «Монастирищенський ордена Трудового Червоного Прапора машинобудівний завод», у 2015 році — «Монастирищенський машинобудівний завод».
Станом на жовтень 2014 року, завод входив до числа п'яти найбільших діючих промислових підприємств міста Монастирище та Монастирищенського району, але до 2017 року становище підприємства ускладнилося.
У серпні 2019 року група підлітків проникла на територію заводу і розгромила ковальсько-штампувальний цех (було виведено з ладу електрообладнання вартістю 500 тис. гривень), в результаті чого виробничі потужності заводу виведені з ладу.